# Aeropuerto Internacional Esfinge
El Aeropuerto Internacional Esfinge (en árabe: مطار سفنكس الدولي‎) (IATA: SPX, OACI: HESX) es un aeropuerto público que presta servicio a la ciudad de Guiza, en la parte occidental de El Cairo (Egipto).

## Historia
En octubre de 2017, se anunció que el aeropuerto se abrirá a los vuelos comerciales en el verano de 2018 y está previsto que inicie operaciones experimentales en octubre de 2018.
En enero de 2019, EgyptAir Express lanzó vuelos de prueba a Hurghada, Sharm el-Sheij, Luxor y Asuán.
El 1 de enero de 2020, el aeropuerto recibió su primer vuelo internacional desde Jordania, operado por Fly Jordan.
El 2 de noviembre de 2022, comenzaron los vuelos regulares desde Sharm el-Sheij al aeropuerto de Esfinge. El aeropuerto está operativo pero aún en fase de acondicionamiento final.

## Instalaciones
El aeropuerto es adyacente y comparte algunas infraestructuras con la Base Aérea de El Cairo Oeste. Está situado en la carretera desértica El Cairo-Alejandría. La pista principal (16R/34L) está a 2 kilómetros al oeste del complejo de pistas de El Cairo Oeste. La rampa de estacionamiento de aeronaves y las instalaciones de la terminal se encuentran en el lado oeste de la pista. El TACAN Cairo West (Ident: BLA) se encuentra en el campo. El VOR-DME de El Cairo (Ident: CVO) se encuentra a 25,6 millas náuticas (47 km) al este del aeropuerto.
En diciembre de 2020, se informó de que el aeropuerto estaba siendo ampliado para aumentar la superficie total de 4 500 a 23 000 m², lo que ayudaría a proporcionar una capacidad de 900 pasajeros por hora en lugar de 300. Con ello se pretende dar cabida al aumento del tráfico de pasajeros previsto como consecuencia de la apertura del Gran Museo Egipcio. Está previsto que el edificio del aeropuerto incluya una sala de viajes de 6 500 m², una sala de llegadas de 7 000 m², una zona de comidas y bebidas de 1 000 m², tiendas libres de impuestos, oficinas de pasaportes, una zona de rayos X y 28 mostradores de facturación. A esto hay que añadir una zona bancaria y de cuarentena, una zona de recogida de equipajes, ocho mostradores de pasaportes, ocho escaleras mecánicas y una planta de refrigeración con una capacidad de 1 440 toneladas de refrigeración.

## Aerolíneas y destinos
| Ciudades por países    | Nombre del aeropuerto                         | Aerolíneas                     | Aeronaves  | Frecuencias semanales |
| Asia                   | Asia                                          | Asia                           | Asia       | Asia                  |
| ---------------------- | --------------------------------------------- | ------------------------------ | ---------- | --------------------- |
| Arabia Saudita         |                                               |                                |            |                       |
| Medina                 | Aeropuerto Internacional Rey Abdulaziz        | Air Cairo                      |            |                       |
| Riad                   | Aeropuerto Príncipe Mohammad Bin Abdulaziz    | Flynas Air Cairo               | A3xx       |                       |
| Yeda                   | Aeropuerto Internacional Rey Abdulaziz        | Flynas Air Cairo               | A3xx       |                       |
| Emiratos Árabes Unidos |                                               |                                |            |                       |
| Abu Dabi               | Aeropuerto Internacional de Abu Dabi          | Wizz Air Abu Dhabi Wizz Air    | A321x A32x |                       |
| Dubái                  | Aeropuerto Internacional de Dubái             | Flydubai                       | B737       |                       |
| Sharjah                | Aeropuerto Internacional de Sharjah           | Air Arabia                     | A32x       |                       |
| Jordania               |                                               |                                |            |                       |
| Amán                   | Aeropuerto Internacional de la Reina Alia     | Air Cairo                      |            |                       |
| Kuwait                 |                                               |                                |            |                       |
| Kuwait                 | Aeropuerto Internacional de Kuwait            | Jazeera Airways                | A32x       |                       |
| Omán                   |                                               |                                |            |                       |
| Mascate                | Aeropuerto Internacional de Mascate           | SalamAir                       | A32x       |                       |
| Turquía                |                                               |                                |            |                       |
| Estambul               | Aeropuerto Internacional Sabiha Gökçen        | Pegasus Airlines               |            |                       |
| Antalya                | Aeropuerto de Antalya                         | Pegasus Airlines               |            |                       |
| Europa                 |                                               |                                |            |                       |
| Chipre                 |                                               |                                |            |                       |
| Lárnaca                | Aeropuerto Internacional de Lárnaca           | Wizz Air                       | A32x       |                       |
| Alemania               |                                               |                                |            |                       |
| Berlín                 | Aeropuerto de Berlín-Brandeburgo Willy Brandt | easyJet Europe                 | A3xx       |                       |
| Fráncfort              | Aeropuerto de Fráncfort del Meno              | Condor Flugdienst (estacional) |            |                       |
| Hungría                |                                               |                                |            |                       |
| Budapest               | Aeropuerto de Budapest-Ferenc Liszt           | Wizz Air                       | A32x       |                       |
| Italia                 |                                               |                                |            |                       |
| Milán                  | Aeropuerto de Milán-Malpensa                  | Wizz Air                       | A32x       |                       |
| Roma                   | Aeropuerto de Roma-Fiumicino                  | Wizz Air                       | A32x       |                       |
| Reino Unido            |                                               |                                |            |                       |
| Londres                | Aeropuerto de Londres-Luton                   | easyJet Wizz Air UK            | A3xx A321x |                       |
| Suiza                  |                                               |                                |            |                       |
| Ginebra                | Aeropuerto Internacional de Ginebra           | easyJet                        | A3xx       |                       |